# Lutz Hoffmann
Lutz Hoffmann född den 30 januari 1959 i Weißenfels, Tyskland, död 5 december 1997 i Bad Sachsa, Tyskland, var en östtysk gymnast.
Han tog OS-silver i lagmångkampen i samband med de olympiska gymnastiktävlingarna 1980 i Moskva.